# Église Notre-Dame de La Vineuse
L'église Notre-Dame de La Vineuse est une église située sur le territoire de la commune de La Vineuse dans le département français de Saône-et-Loire et la région Bourgogne-Franche-Comté.

## Historique
Elle fait l'objet d'une inscription au titre des monuments historiques depuis le 24 octobre 1927.